# Districte de Dreux
El Districte de Dreux és un dels quatre districtes del departament francès de l'Eure i Loir, a la regió del Centre-Vall del Loira. Té 9 cantons i 111 municipis i el cap del districte és la sotsprefectura de Dreux.

## Cantons
cantó d'Anet - cantó de Brezolles - cantó de Châteauneuf-en-Thymerais - cantó de Dreux-Est - cantó de Dreux-Oest - cantó de Dreux-Sud - cantó de La Ferté-Vidame - cantó de Nogent-le-Roi - cantó de Senonches